# Aleksandra Panova
Aleksandra Aleksándrovna Panova (en ruso: Александра Александровна Панова, nacida 2 de marzo de 1989 en Krasnodar, Rusia) es una jugadora rusa de tenis. Su ranking más alto en individuales dentro del circuito ha sido 71. Sin embargo ha sido en la modalidad de dobles dónde ha logrado sus mejores resultados llegando a ganar hasta 9 torneos WTA y siendo la 38 mejor raqueta mundial en dicha disciplina.

## Carrera

### 2009
En enero, Panova obtuvo una invitación de la Hong Kong Tennis Patrons' Association para jugar el JB Group Classic con su compatriota Anna Chakvetadze y Vera Zvonariova, y entró a la ronda de calificación del Abierto de Australia donde llegó a la tercera ronda antes de perder frente a Julia Schruff de Alemania, 7–6 (7–2), 6–4.

### 2011
En agosto, Panova hizo su debut en un Grand Slam jugando el Abierto de Estados Unidos viviendo de la fase de clasificación. En la primera ronda se enfrentó a la octava cabeza de serie, Marion Bartoli, en un partido que terminó perdiendo 7–5 6–3.

### 2012
En febrero Panova llegó a su primera final de WTA en la Copa Sony Ericsson Colsanitas 2012, derrotando a la quinta sembrada Gisela Dulko en el camino. Ella perdió a Lara Arruabarrena en la final, pero ganó el campeonato de dobles. A continuación, ganó su segundo título de dobles del año en el Grand Prix SAR La Princesse Lalla Meryem 2012.

### 2016
Panova comenzó la nueva temporada de perdiendo en los torneos de clasificación de Brisbane, el Abierto de Australia y San Petersburgo. Ella recibió su primera entrada en el cuadro principal Malaysian Open, perdiendo allí en la primera ronda. Renovó a sí misma en Bogotá, México, donde ha sido tradicionalmente jugando bien. Hay Panova venció a la primera cabeza de serie, Elina Svitolina, salvar cinco puntos de partido en el tercer set después de estar 3-6 detrás Svitolina.

## Torneos WTA (10; 0+10)

### Individual (0)
| Leyenda                                |
| -------------------------------------- |
| Grand Slam (0)                         |
| Juegos Olímpicos (0)                   |
| WTA Finals (0)                         |
| P. Mandatory & Premier 5, WTA 1000 (0) |
| Premier, WTA 500 (0)                   |
| International, WTA 250 (0)             |

#### Finalista (1)
| N.º | Fecha                 | Torneo | Superficie    | Oponente en la final | Resultado |
| --- | --------------------- | ------ | ------------- | -------------------- | --------- |
| 1.  | 19 de febrero de 2012 | Bogotá | Tierra batida | Lara Arruabarrena    | 2-6, 5-7  |

### Dobles (10)
| Leyenda                                |
| -------------------------------------- |
| Grand Slam (0)                         |
| Juegos Olímpicos (0)                   |
| WTA Finals (0)                         |
| P. Mandatory & Premier 5, WTA 1000 (0) |
| Premier, WTA 500 (2)                   |
| International, WTA 250 (8)             |

| #   | Fecha                    | Torneo   | Superficie    | Pareja              | Oponentes en final                        | Resultado           |
| --- | ------------------------ | -------- | ------------- | ------------------- | ----------------------------------------- | ------------------- |
| 1.  | 20 de septiembre de 2010 | Tashkent | Dura          | Tatiana Poutchek    | Alexandra Dulgheru Magdaléna Rybáriková   | 6-3, 6-4            |
| 2.  | 18 de febrero de 2012    | Bogotá   | Tierra batida | Eva Birnerová       | Mandy Minella Stefanie Voegele            | 6-2, 6-2            |
| 3.  | 28 de abril de 2012      | Fes      | Tierra batida | Petra Cetkovská     | Irina-Camelia Begu Alexandra Cadantu      | 3-6, 7-6(5), [11-9] |
| 4.  | 27 de julio de 2014      | Bakú     | Dura          | Heather Watson      | Ioana Raluca Olaru Shahar Peer            | 6-2, 7-6(3)         |
| 5.  | 2 de agosto de 2015      | Bakú     | Dura          | Margarita Gasparyan | Vitalia Diachenko Olga Savchuk            | 6-3, 7-5            |
| 6.  | 3 de octubre de 2015     | Tashkent | Dura          | Margarita Gasparyan | Vera Dushevina Kateřina Siniaková         | 6-1, 3-6, [10-3]    |
| 7.  | 19 de octubre de 2018    | Moscú    | Dura (i)      | Laura Siegemund     | Darija Jurak Ioana Raluca Olaru           | 6-2, 7-6(2)         |
| 8.  | 29 de julio de 2023      | Hamburgo | Tierra batida | Anna Danilina       | Miriam Kolodziejová Angela Kulikov        | 6-4, 6-2            |
| 9.  | 20 de julio de 2024      | Palermo  | Tierra batida | Yana Sizikova       | Yvonne Cavallé Reimers Aurora Zantedeschi | 4-6, 6-3, [10-5]    |
| 10. | 10 de enero de 2025      | Adelaida | Dura          | Hanyu Guo           | Beatriz Haddad Maia Laura Siegemund       | 7-5, 6-4            |

#### Finalista (10)
| #   | Fecha                    | Torneo                | Superficie    | Pareja              | Oponentes en final                   | Resultado           |
| --- | ------------------------ | --------------------- | ------------- | ------------------- | ------------------------------------ | ------------------- |
| 1.  | 3 de febrero de 2013     | Pattaya City          | Dura          | Akgul Amanmuradova  | Kimiko Date-Krumm Casey Dellacqua    | 3-6, 2-6            |
| 2.  | 23 de febrero de 2013    | Bogotá                | Tierra batida | Eva Birnerová       | Tímea Babos Mandy Minella            | 4-6, 3-6            |
| 3.  | 13 de septiembre de 2014 | Tashkent              | Dura          | Margarita Gasparyan | Aleksandra Krunić Kateřina Siniaková | 2-6, 1-6            |
| 4.  | 18 de septiembre de 2016 | Quebec                | Dura          | Alla Kudryavtseva   | Andrea Hlaváčková Lucie Hradecká     | 6-7(2), 6-7(2)      |
| 5.  | 29 de julio de 2018      | Moscú (International) | Tierra batida | Galina Voskoboeva   | Anastasia Potapova Vera Zvonareva    | 0-6, 3-6            |
| 6.  | 20 de mayo de 2022       | Rabat                 | Tierra batida | Monica Niculescu    | Eri Hozumi Makoto Ninomiya           | 7-6(7), 3-6, [8-10] |
| 7.  | 5 de febrero de 2023     | Lyon                  | Dura (i)      | Olga Danilović      | Cristina Bucșa Bibiane Schoofs       | 6-7(5), 3-7         |
| 8.  | 26 de julio de 2024      | Iasi                  | Tierra batida | Yana Sizikova       | Anna Danilina Irina Khromacheva      | 4-6, 2-6            |
| 9.  | 24 de agosto de 2024     | Monterrey             | Dura          | Giuliana Olmos      | Guo Hanyu Monica Niculescu           | 6-3, 3-6, [4-10]    |
| 10. | 17 de agosto de 2025     | Cincinnati            | Dura          | Guo Hanyu           | Gabriela Dabrowski Erin Routliffe    | 4-6, 3-6            |

### Clasificación en torneos del Grand Slam

#### Individual
| Torneo                 | 2009 | 2010 | 2011 | 2012 | 2013 | 2014 | 2015 | 2016 | 2017 | Títulos |
| ---------------------- | ---- | ---- | ---- | ---- | ---- | ---- | ---- | ---- | ---- | ------- |
| Australian Open        | -    | -    | -    | -    | 1R   | -    | 2R   | -    | -    | 0       |
| Roland Garros          | -    | -    | -    | 1R   | -    | -    | -    | -    | -    | 0       |
| Wimbledon              | -    | -    | -    | 1R   | -    | -    | -    | -    | -    | 0       |
| US Open                | -    | -    | 1R   | 1R   | -    | -    | 1R   | -    |      | 0       |
| WTA Tour Championships | -    | -    | -    | -    | -    | -    | -    | -    |      | 0       |

#### Dobles
| Torneo                 | 2009 | 2010 | 2011 | 2012 | 2013 | 2014 | 2015 | 2016 | 2017 | Títulos |
| ---------------------- | ---- | ---- | ---- | ---- | ---- | ---- | ---- | ---- | ---- | ------- |
| Australian Open        | -    | -    | -    | 1R   | 2R   | 1R   | 2R   | -    | -    | 0       |
| Roland Garros          | -    | -    | 1R   | 2R   | 1R   | 3R   | 2R   | -    | -    | 0       |
| Wimbledon              | -    | -    | 1R   | 1R   | 1R   | -    | 2R   | -    | 1R   | 0       |
| US Open                | -    | -    | 2R   | 2R   | 1R   | 1R   | 2R   | -    |      | 0       |
| WTA Tour Championships | -    | -    | -    | -    | -    | -    | -    | -    |      | 0       |